# Wagary
Wagary, ucieczka z lekcji (łac. vagari „błąkać się, wałęsać się”) – samowolne uchylanie się od obowiązku szkolnego przez ucznia, nieuzasadniona (z punktu widzenia władz szkolnych; nieobejmująca np. choroby), jedno- lub wielokrotna, celowa oraz świadoma nieobecność ucznia na obowiązkowych zajęciach lekcyjnych.

## Podział
Wagary można dzielić według:
- częstotliwości:
  - okazjonalne (jednokrotna, wyjątkowa absencja w dłuższej perspektywie czasowej),
  - sporadyczne (od czasu do czasu),
  - systematyczne (regularne w dłuższej perspektywie czasowej),
  - trwałe (trwające przez dłuższy okres, np. kilka dni, tygodni, czy miesięcy).
- formy realizacji:
  - selektywne (opuszczanie wybranych godzin lekcyjnych),
  - całkowite (nieobecność podczas całego dnia zajęć).
- podmiotu:
  - indywidualne (jednostkowe),
  - grupowe (obejmujące grupę osób lub też całą klasę, a nawet szkołę)[1].

Można je też podzielić na instrumentalne i ucieczkowe. Te pierwsze mogą mieć charakter przygodowo-rozrywkowy, koleżeński, kompensacyjny (np. potrzeba akceptacji), a nawet przestępczy, a drugie stanowią mechanizm obronny, ucieczkę przed sytuacją konfliktową, lękową lub stresową.

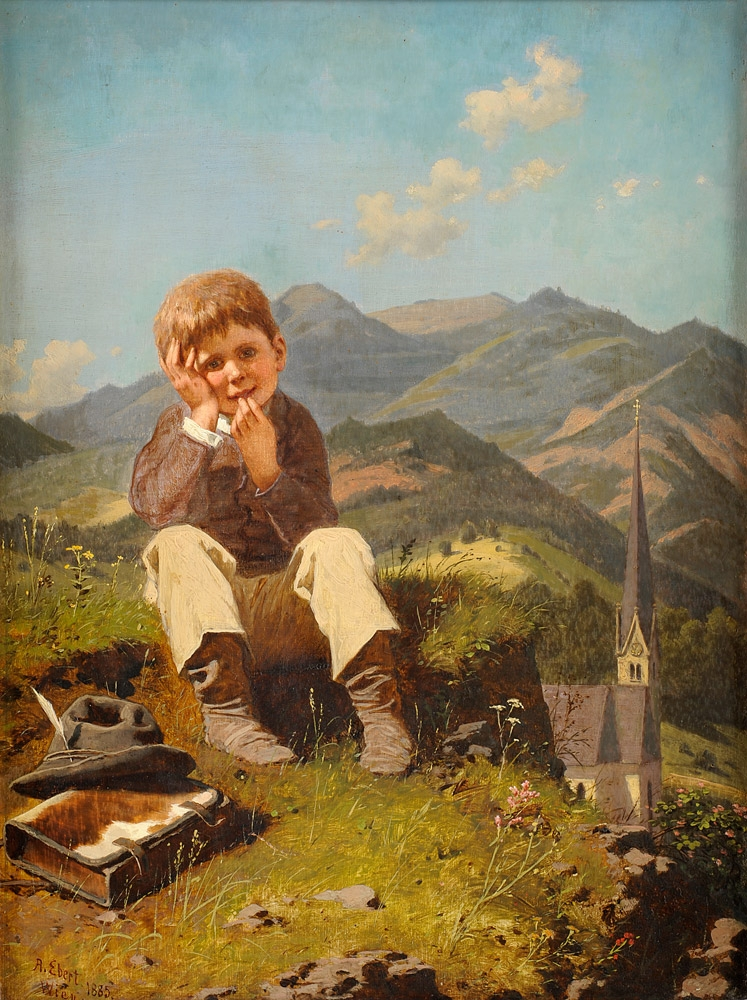
Mały wagarowicz, Anton Ebert, 1885
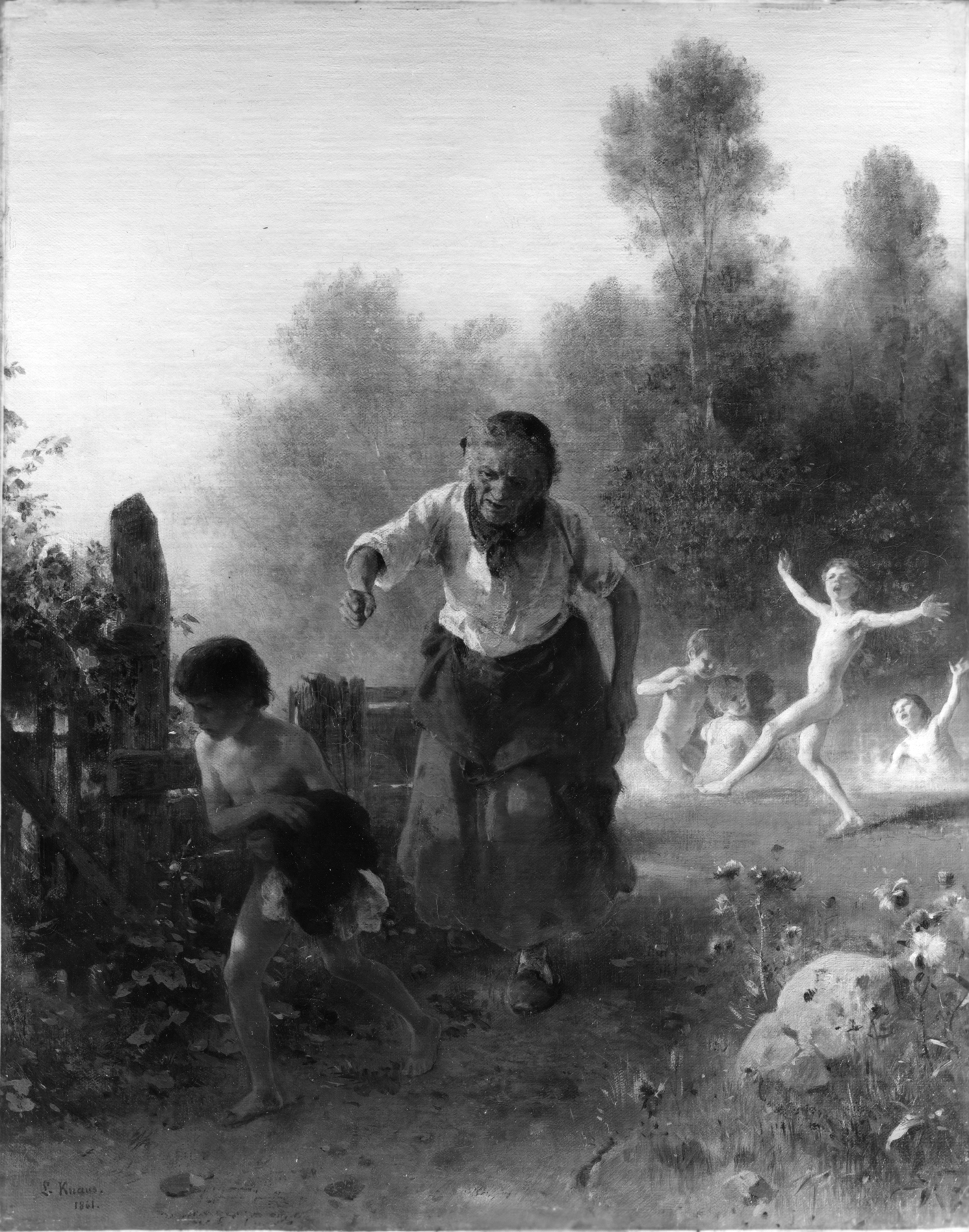
Wagarowicz, Ludwiga Knaus, 1861

## Przeciwdziałanie
Na świecie niektóre władze szkolne walczą z problemem wagarów poprzez uruchamianie specjalnych numerów telefonicznych (tzw. „gorących linii”), pod które można zgłaszać przypadki wagarów. W Dystrykcie Kolumbii (USA) istnieje Departament Policji ds. Wagarów i Godziny Policyjnej oraz specjalne wozy policyjne w celu zatrzymania młodocianych. Istnieje bowiem zakaz swobodnego przemieszczania się młodzieży na ulicach i w miejscach publicznych w określonych godzinach (zwykle nocnych).

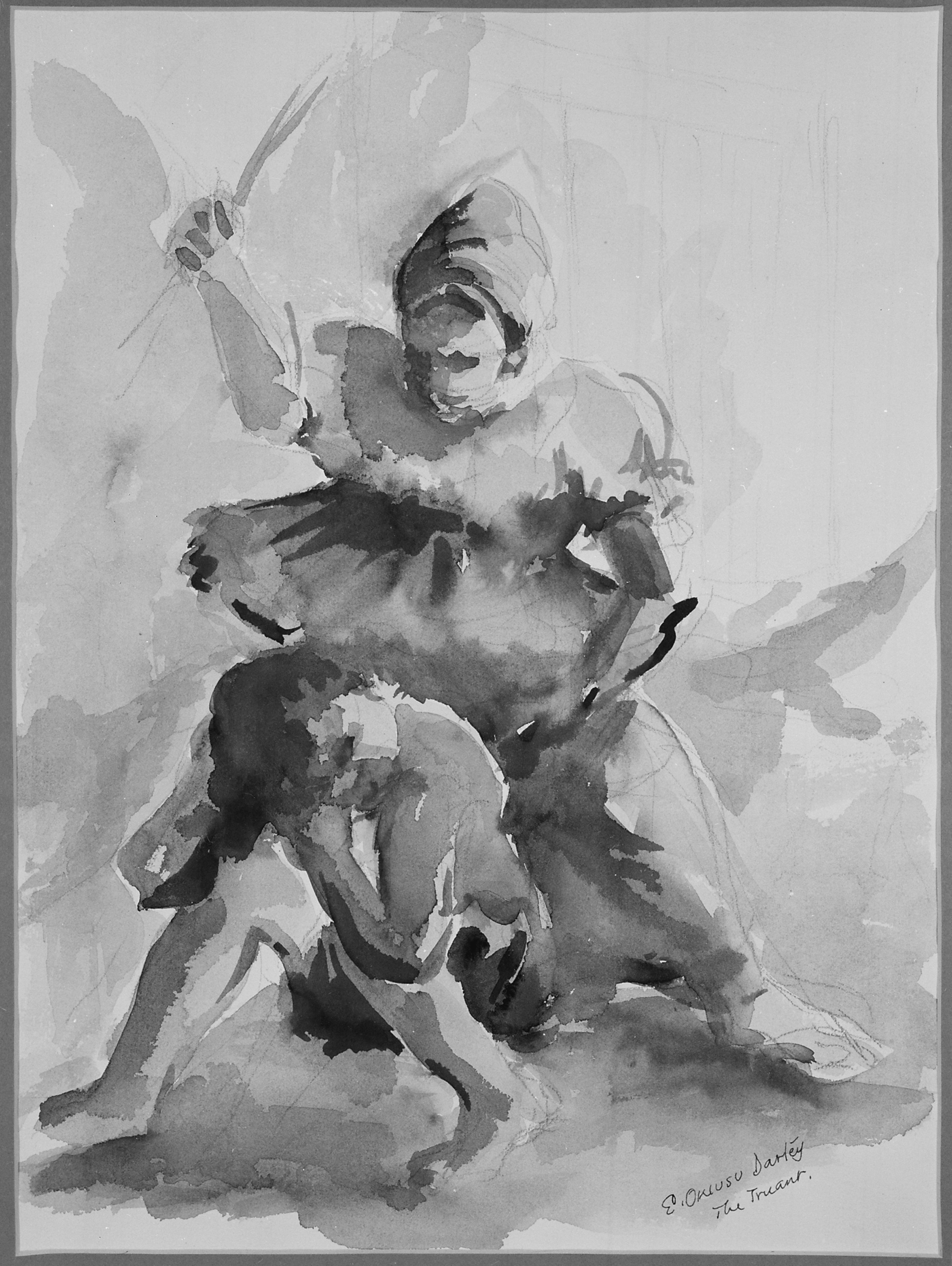
Wagarowicz, obraz nieznanego malarza, przedstawiający karanie opuszczającego lekcje
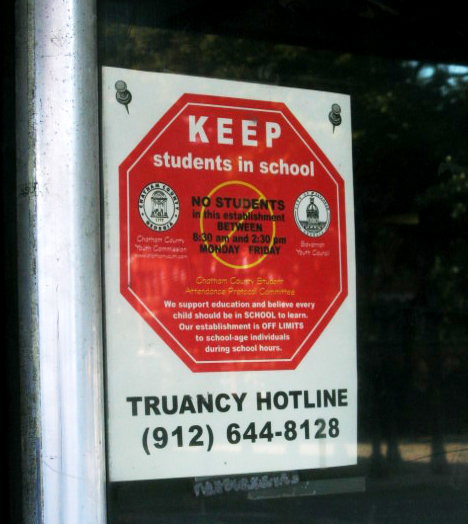
Telefoniczna „Gorąca linia”
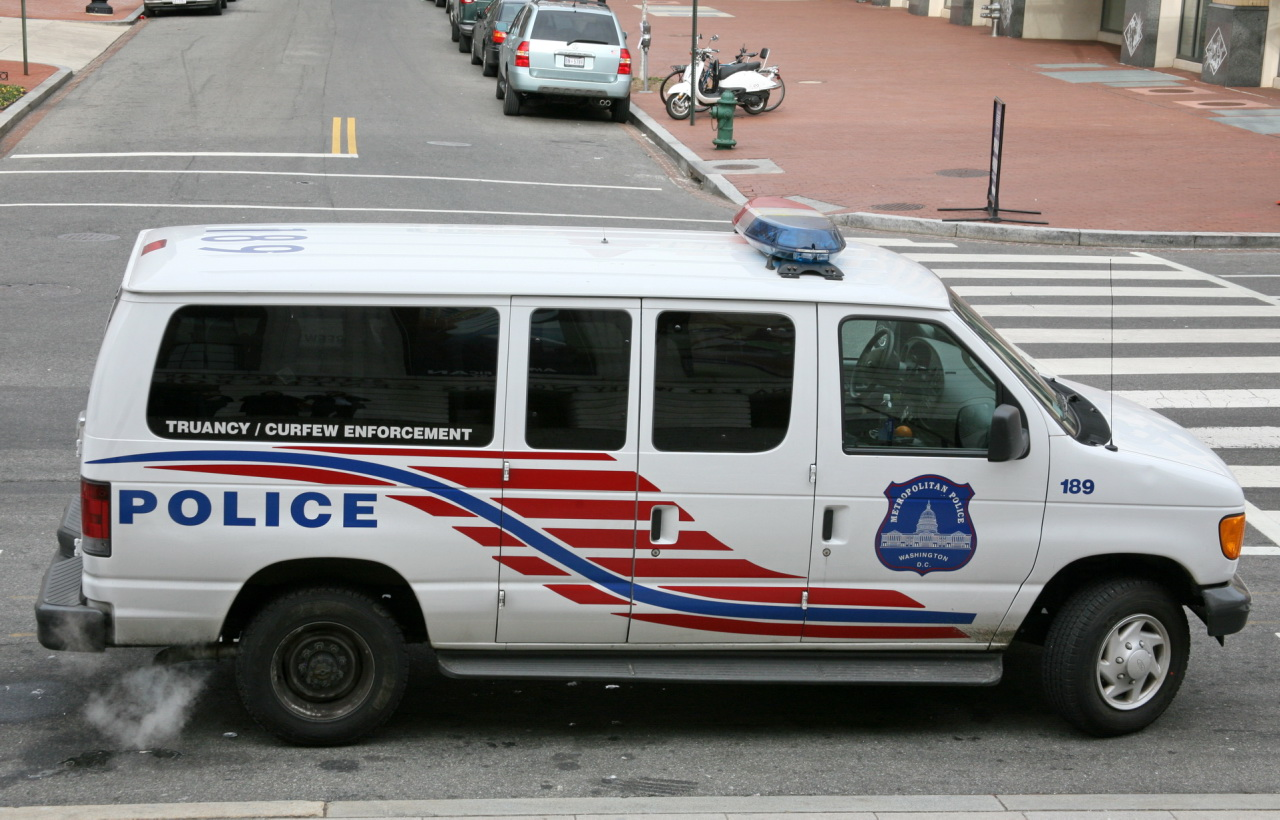
Pojazd policyjny Dystryktu Kolumbii ds. Wagarów i Godziny Policyjnej
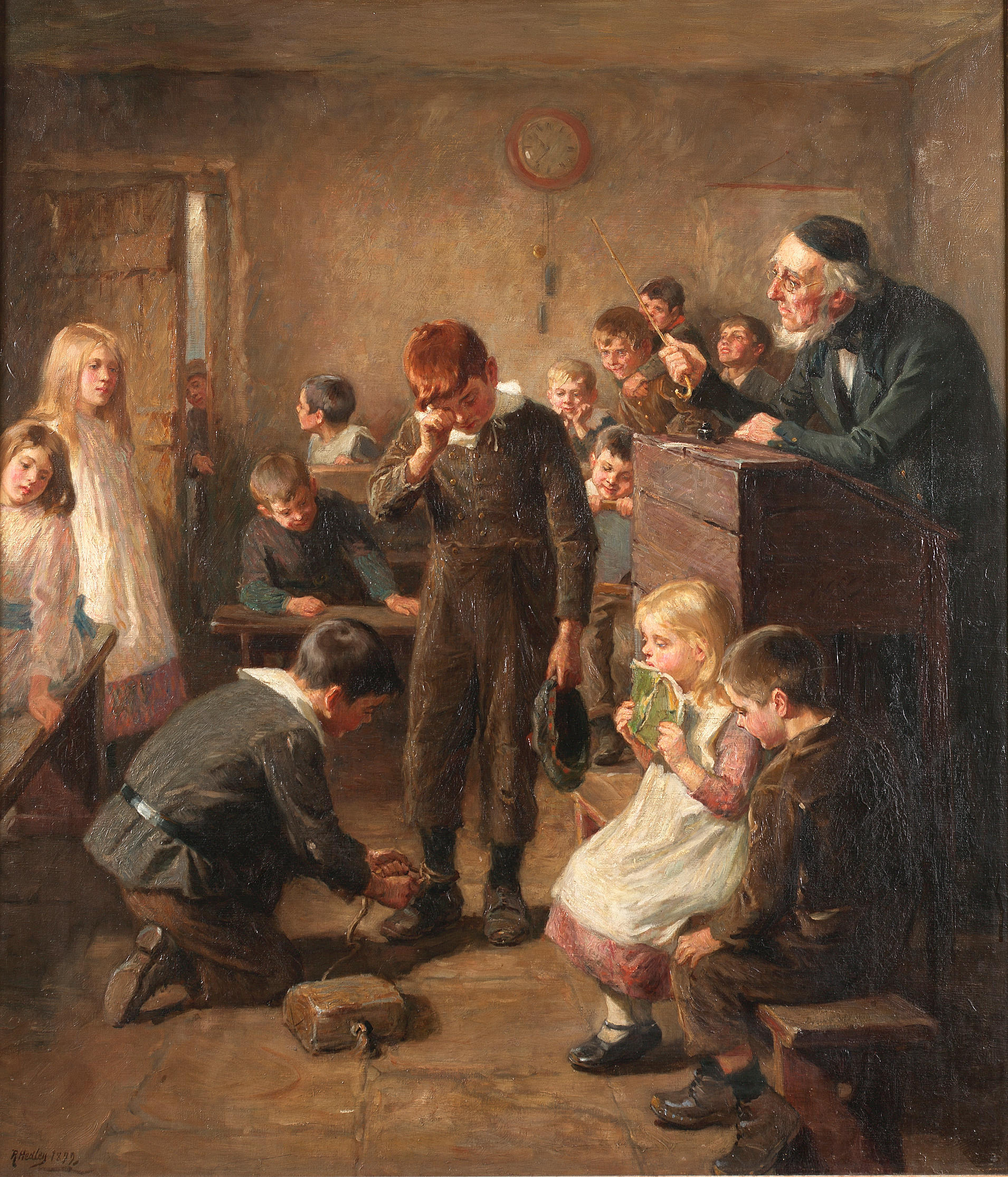
Obraz Kłoda wagarowicza, Ralpha Hedleya z 1899 roku pokazuje poniżenie wagarującego

## Wagary a wiosna
Wagary nasilają się zwłaszcza w okresie wiosennym, a potęguje je ładna, słoneczna pogoda. Jest to związane z typowym dla większości ludzi mieszkających w strefie klimatu umiarkowanego rozprężeniem wiosennym i ogromną chęcią przebywania na świeżym powietrzu w miejscu pełnym słońca, następującym po długim zimowym czasie jego braku.
W skrajnych przypadkach taka absencja może dotyczyć całej klasy szkolnej (spowodowana jest wówczas zwykle obawą przed jakimś trudnym egzaminem lub pracą klasową) lub nawet kilku klas oraz całej szkoły np. w pierwszy dzień wiosny kalendarzowej (21 marca), czego przykładem w Polsce jest obchodzone przez uczniów w tym dniu nieformalne święto Dzień Wagarowicza. Część władz szkolnych próbuje ograniczyć lub na swój sposób zalegalizować wagary w tym dniu poprzez organizację imprez szkolnych (i pozaszkolnych) oraz okolicznościowych wyjść (np. do najbliższego parku w celu uczczenia pierwszego dnia wiosny, w postaci tradycyjnego topienia Marzanny – symbolu odchodzącej zimy).